# Domingo Fernández Navarrete
Domingo Fernández Navarrete (Peñafiel, 1618-Saint-Domingue, 16 février 1686) est un missionnaire dominicain espagnol et archevêque de Saint-Domingue.

## Biographie
Entré chez les dominicains en 1635, il part pour les Philippines en 1646 où il étudie la langue et la culture locale. Il arrive à Macao en 1658 puis participe à la mission du Fukien de 1659 à 1665. Après les persécutions dont est victime la mission, il est emprisonné à Canton mais s'enfuit en 1669.
Il parvient à regagner Lisbonne en mars 1672 et participe alors très activement à la querelle des rites.
Il est ensuite nommé archevêque de Saint-Domingue (1677).

## Œuvres
- Tratados historicos, politicos, ethicos, y religiosos de la monarchia de China, 1676
- Catechismus, lingua sinica, 2 vol.
- Præceptor ethnicus ex optimis quibusque Sinensium libris extractus, et ex eorumdem sententiis concinnatus, lingua sinica